# Massegläubiger
Massegläubiger sind solche Gläubiger des Insolvenzschuldners, die während eines laufenden Insolvenzverfahrens bevorzugt vor den Insolvenzgläubigern aus der Insolvenzmasse zu befriedigen sind, d. h. vorweg und außerhalb des eigentlichen Insolvenzverfahrens (§ 53 Insolvenzordnung (InsO)). Ihre Forderungen werden als Masseverbindlichkeiten bezeichnet.
Der Vorwegbefriedigung der Massegläubiger gehen allerdings Aussonderung (§ 47, § 48 InsO), Absonderung (§§ 49 ff. InsO) sowie die Aufrechnung nach § 94 bis § 96 InsO vor. 

## Ansprüche der Massegläubiger
Die Ansprüche der Massegläubiger sind dabei grundsätzlich solche, die erst nach der Eröffnung des Insolvenzverfahrens entstanden bzw. durch das Insolvenzverfahren selbst veranlasst worden sind. Verbindlichkeiten, die durch Rechtshandlungen des Insolvenzverwalters entstanden sind, sind daher immer Masseverbindlichkeiten. Im Gegensatz dazu liegt der Zeitpunkt der Leistungserbringung bei Tabellengläubigern immer vor der Insolvenzeröffnung.
Typische Masseverbindlichkeiten sind beispielsweise Entgeltansprüche aus Verträgen, die der Insolvenzverwalter (z. B. zur Fortführung des Unternehmens) selbst geschlossen hat. Ebenfalls häufig sind Vermieter oder Arbeitnehmer Massegläubiger, deren Vertragsverhältnisse aufgrund von ihrer insolvenzrechtlich bevorzugten Behandlung (vgl. § 109 und § 113 InsO) nur mit einer gewissen Frist gekündigt werden können und die bis dahin vom Insolvenzverwalter fortzuführen sind.
Der Massegläubiger macht seinen Anspruch außerhalb des Insolvenzverfahrens gegen den Insolvenzverwalter – eventuell klageweise – geltend.

## Masseunzulänglichkeit
Stellt der Insolvenzverwalter nach der Eröffnung des Insolvenzverfahrens fest, dass die Insolvenzmasse nicht ausreicht, um die Masseverbindlichkeiten zu erfüllen (sogenannte Insolvenz in der Insolvenz), zeigt er dem Insolvenzgericht Masseunzulänglichkeit an.

## Haftung des Insolvenzverwalters
Wenn eine Masseverbindlichkeit, die durch eine Rechtshandlung des Insolvenzverwalters begründet worden ist, aus der Insolvenzmasse nicht voll erfüllt werden kann, ist der Insolvenzverwalter dem Massegläubiger zum Schadensersatz verpflichtet (§ 61 Satz 1 InsO). 
Diese Haftung setzt ein Verschulden voraus, d. h. der Insolvenzverwalter muss vorsätzlich oder zumindest fahrlässig gehandelt haben. Allerdings ist die Norm mit einer Beweislastumkehr ausgestattet. Das bedeutet, dass der Massegläubiger lediglich die zitierten Voraussetzungen des § 61 Satz 1 InsO beweisen muss. Wenn ihm das gelungen ist, muss sich der Insolvenzverwalter entlasten (vgl. § 61 Satz 1 InsO). Hierzu muss er darlegen und beweisen, dass er bei Begründung der Masseverbindlichkeit nicht erkennen konnte, dass die Insolvenzmasse für die Befriedigung des Massegläubigers voraussichtlich nicht ausreichen wird. Die Enthaftung ist also auf zwei Wegen möglich: Der Insolvenzverwalter kann erstens beweisen, dass bereits objektiv von einer zur Erfüllung der Masseverbindlichkeit ausreichenden Masse auszugehen war oder zweitens, dass er die Unzulänglichkeit zumindest nicht erkennen konnte.
Ein Insolvenzverwalter ist in diesem Zusammenhang (und auch in Hinblick seiner Haftung nach § 60 InsO) zum Abschluss einer Berufshaftpflichtversicherung verpflichtet.